# Europeiska havs-, fiskeri- och vattenbruksfonden
Europeiska havs-, fiskeri- och vattenbruksfonden (EHFVF), tidigare Europeiska havs- och fiskerifonden (EHFF), är en av fem europeiska struktur- och investeringsfonder inom Europeiska unionen. Den syftar till att stödja och modernisera havs- och fiskerisektorn inom unionen. Fonden har särskilt till uppgift att stödja småskaligt kustfiske och att främja vattenbruk.
Fonden inrättades 2014 genom en förordningen antagen av Europaparlamentet och Europeiska unionens råd. Varje medlemsstat tilldelas en viss andel av fondens budget utifrån landets storlek på fiskerinäringen. I slutändan är det de nationella myndigheterna som fördelar bidragen från fonden utifrån ett nationellt operativt program, som först måste godkännas av Europeiska kommissionen. 2021 reformerades fonden inom den nya fleråriga budgetramen och fick då sitt nuvarande namn.